# Earthquake (film)
Earthquake is een Amerikaanse rampenfilm uit 1974 onder regie van Mark Robson.

## Verhaal
In Los Angeles wordt een aardbeving voorspeld die 9,9 haalt op de schaal van Richter. Het zijn vooral de seismologen zonder enige invloed en macht die dit voorspellen. De burgemeester van de stad weigert het serieus te nemen en besluit niets te ondernemen. Maar dan komt toch die aardbeving, die heel de stad binnen enkele minuten compleet verwoest. Een aantal inwoners wordt gevolgd dat te maken krijgt met deze natuurramp. Zo ook Stewart Graff, een bouwvakker die ongelukkig getrouwd is met de verwende Remy. Remy ziet Stewart nog altijd als de armoedige student die hij ooit was en heeft hem nooit weten te accepteren als succesvolle carrièreman.
Desondanks verlangt Remy naar aandacht van haar man en doet de ene na de andere zelfmoordpoging om deze te krijgen. Stewart heeft ondertussen een affaire met Denise Marshall, de alleenstaande moeder van Corry die hoopt ooit door te breken als filmster. Een ander personage dat gevolgd wordt is Lew Slade, een oude en ongeïnspireerde politieagent die het vak in ging om de zwakken te helpen en baalt dat alles tegenwoordig draait om geld. Na de aardbeving ontfermt hij zich over Rosa Amici, het liefje van een motorrijder dat in de handen belandt van een agressieve man met een pistool die haar dreigt te verkrachten.
Na de eerste aardbeving gaat Denise wanhopig op zoek naar haar zoon en worden zij en Corry gered door motorrijder Miles. Remy's vader komt vast te zitten in zijn eigen kantoorgebouw en het is Stewart die er alles aan doet om alle overlevenden uit dat gebouw te bevrijden. Alle gewonden worden gebracht naar een opvangplek, waar Sam uiteindelijk overlijdt aan zijn verwondingen. Een tweede aardbeving vindt echter plaats, waarna alle mensen in het gebouw vast komen te zitten in het puin. De reddingswerkers vermoeden dat iedereen om het leven is gekomen en vinden het te gevaarlijk om zich door het instabiele puin te wurmen om op zoek te gaan naar de slachtoffers.
Stewart is echter vastberaden om dit wel te doen, omdat zowel Remy als Denise vast zaten in het gebouw. Met de hulp van Lew en een boormachine baant hij zich met succes een weg door het riool om bij de slachtoffers te komen. Remy is blij hem te zien, maar haar hart breekt als ze hem in de armen van Denise ziet vallen. Alle overlevenden proberen via het riool naar buiten te komen. Op het moment dat onder andere Denise al veilig buiten is, breekt de dam door en worden alle mensen in het riool overspoeld door allesverwoestend water. Stewart heeft nog een kans om uit het riool te komen, maar besluit achter Remy aan te gaan. Uiteindelijk verdrinken ze in elkaars armen. Lew is de laatste die veilig het riool uitkomt en wordt opgevangen door Rosa.

## Rolverdeling
| Acteur             | Personage          |
| ------------------ | ------------------ |
| Charlton Heston    | Stewart Graff      |
| Ava Gardner        | Remy Royce-Graff   |
| George Kennedy     | Sergeant Lew Slade |
| Lorne Greene       | Sam Royce          |
| Geneviève Bujold   | Denise Marshall    |
| Richard Roundtree  | Miles Quade        |
| Marjoe Gortner     | Jody               |
| Barry Sullivan     | Dr. Willis Stockle |
| Lloyd Nolan        | Dr. James Vance    |
| Victoria Principal | Rosa Amici         |
| Walter Matthau     | Dronkaard          |

## Achtergrond

### Productie
Na het grote succes van de rampenfilm Airport (1970) kwam Universal Studios met het idee nog een rampenfilm te maken. Een aardbeving in San Fernando Valley op 9 februari 1971 inspireerde filmmakers om een film over een allesverwoestende aardbeving te maken. Regisseur en producent Mark Robson was enthousiast over het idee een rampenfilm te maken die zich afspeelt op een heel groot gebied. In de zomer van 1972 werkte hij samen met Mario Puzo aan het scenario. Het budget dat hiervoor nodig was bleek veel groter te zijn dan beschikbaar.
Puzo kon niet lang meewerken aan Earthquake. Al snel werd hij opgeroepen om mee te werken aan The Godfather Part II (1974). Het filmproject verwaterde voor een tijd, totdat de rampenfilm The Poseidon Adventure (1972) een enorm succes bleek. Universal besloot het risico te nemen en in februari 1974 begon Robson met de opnames. Hoofdrolspeler Charlton Heston was aanvankelijk niet enthousiast om te moeten samenwerken met Ava Gardner. Hij werkte eerder met haar aan 55 Days at Peking (1966) en daar vertraagde ze het project tijdenlang door haar gedrag. Tijdens de draaidagen van Earthquake toonde ze echter enkel goed gedrag.
Gardner verbaasde de crewleden zelfs door er op te staan dat ze al haar stunts zelf deed. Andere spelers die zich ook niet lieten tegenhouden door de zware fysieke scènes, waren Heston en Geneviève Bujold. Toch werd de hulp van 141 stuntmannen ingeschakeld om de film te maken. De film begon een race tegen de klok met The Towering Inferno (1974), een rampenfilm die in dezelfde periode werd uitgebracht. De filmmakers vreesden dat die film succesvoller zou worden, omdat er daar een groter budget en een sterrencast was.

### Ontvangst
Lang wilde dat de bezoekers nog meerdere keren de film zouden zien en besloot daarom van een bioscoopbezoek een avontuur te maken. Hij introduceerde daarom de filmtechniek sensurround aan de bioscopen. Dit zorgde ervoor dat als er in de film een aardbeving was, de stoelen in de zaal ook zouden trillen. Het zorgde voor een rage en maakte van de film een groot succes. De film bracht wereldwijd $79.666.653 op, tegen een budget van $7 miljoen. Toen de film de verhuur in ging bracht het nog een extra $36 miljoen op. Er werd een vervolg Earthquake II voorgesteld, waarin alle overlevenden een aardbeving in San Francisco zouden meemaken. Hoewel er een compleet script voor werd geschreven, werd de film nooit gemaakt.
De film vormde een inspiratie voor de attractie Earthquake: The Big One in Universal Studios Florida. De attractie werd daar geopend in 1990, maar moest in 2007 plaats maken voor een andere attractie.